# Kefersteinia lojae
Kefersteinia lojae är en orkidéart som beskrevs av Rudolf Schlechter. Kefersteinia lojae ingår i släktet Kefersteinia och familjen orkidéer. Inga underarter finns listade i Catalogue of Life.